# Tuna Altuna
Tuna Altuna (Estambul, 30 de enero de 1989) es un jugador de tenis turco.
Su mejor posición el ranking ATP de individuales ha sido el número 651, alcanzado el 9 de septiembre de 2013; y en dobles el 355, alcanzado el 8 de mayo de 2017.
En febrero de 2016 compitió en el cuadro principal de dobles del ATP Garanti Koza Sofia Open en Sofía, Bulgaria, junto a Konstantin Kravchuk, cayendo derrotados en los cuartos de final contra Philipp Oswald y Adil Shamasdin.
Ha representado a Turquía en la Copa Davis, competición en la que tiene un récord de victorias y derrotas de 1-1.

## Títulos ATP

### Dobles (0)
| Leyenda                         |
| Grand Slam (0)                  |
| ATP Wourld Tour Finals (0)      |
| ATP Masters 1000 World Tour (0) |
| ATP World Tour 500 series (0)   |
| ATP World Tour 250 series (0)   |

#### Finalista (1)
| N.º | Fecha             | Torneos  | Superficie    | Pareja           | Oponentes en la final    | Resultado |
| --- | ----------------- | -------- | ------------- | ---------------- | ------------------------ | --------- |
| 1.  | 7 de mayo de 2017 | Estambul | Tierra batida | Alessandro Motti | Roman Jebavý Jiří Veselý | 0-6, 0-6  |